# Коратпитек
Коратпитек (лат. Khoratpithecus) — род вымерших в позднем миоцене (9—7 миллионов лет назад) человекообразных обезьян, родственных сивапитеку и орангутану. Останки представителей этого рода были обнаружены в Таиланде. Название рода происходит от сокращённого названия тайской провинции Накхонратчасима Корат, а также от греческого слова πίθηκος (древнегреч. píthēkos: «обезьяна»).
Известно три вида: Khoratpithecus chiangmuanensis (Chaimanee, Jolly, Benammi, Tafforeau, Duzer, Moussa & Jaeger, 2003) (ранее Lufengpithecus chiangmuanensis), Khoratpithecus piriyai (Chaimanee, Suteethorn, Jintasakul, Vidthayanon, Marandat & Jaeger, 2004) и Khoratpithecus ayeyarwadyensis (Jaeger, Soe, Chavasseau, Coster, Emonet, Guy, Lebrun, Maung, Shwe, Tun, Oo, Rugbumrung, Bocherens, Benammi, Chaivanich, Tafforeau & Chaimanee, 2011). Род входит в подтрибу понгина (Pongina), трибу понгини (Pongini), подсемейство гоминины (Homininae) в семействе гоминиды (Hominidae). Авторы открытия считают коратпитека предком орангутанов. Ранее, главным претендентом на роль предка орангутана считался люфенгпитек. Видимо, предки орангутанов не были приспособлены к жизни на деревьях, а передвигались по земле.

## Классификация
- Отряд Приматы, Order Primates
  - Подотряд Гаплориновые (Сухоносые приматы), Suborder Haplorhini
    - Инфраотряд Обезьянообразные, Infraorder Simiiformes
      - Парвотряд Узконосые обезьяны, Parvorder Catarrhina
        - Надсемейство Человекообразные обезьяны, или Гоминоиды, Superfamilia Hominoidea
          - † Род Коратпитек (Khoratpithecus)
            - † Вид Khoratpithecus chiangmuanensis
            - † Вид Khoratpithecus piriyai
            - † Вид Khoratpithecus ayeyarwadyensis